# 石巻市立桃生中学校
石巻市立桃生中学校（いしのまきしりつ ものうちゅうがっこう）は、宮城県石巻市桃生町寺崎にある公立中学校である。

## 概要
旧桃生町内唯一の中学校であり、学区は新旧北上川にはさまれる旧桃生町全域。
校地西部に隣接する旧北上川沿いの植立山砂丘は県内一と言われている。

## 沿革
- 1969年（昭和44年）4月1日 創立[1]。中津山中学校と桃生中学校を統合。
- 1971年（昭和46年）2月 新校舎完成
- 1977年（昭和52年）4月 学校給食開始
- 1991年（平成3年）3月 コンピュータ導入
- 1992年（平成4年）9月 チュニジア大使来校
- 2001年（平成13年）10月 新世紀・みやぎ国体開始式に全校参加（はねこ踊り披露）
- 2005年（平成17年）4月1日 旧桃生町が石巻市と合併（1市6町合併）し、新制の石巻市となった時点で、「石巻市立桃生中学校」と改称される。

## 桃生っ子七か条
※学校において実施している教育理念の総称である。
- 一つ　　進んであいさつします
- 二つ　　きまりや規則を守ります
- 三つ　　人に優しくします
- 四つ　　人の話を最後まで聞きます
- 五つ　　思いや考えをきちんと話します
- 六つ　　ていねいな言葉をつかいます
- 七つ　　毎日こつこつ家庭学習をします

## 学区
- 石巻市立桃生小学校区

## 出身の著名人
- 今野栄（女子陸上競技短距離選手、転じて自転車競技選手）[要出典]

## ゆかりの著名人
- 花形まきこ（心理カウンセラー）[要出典]